# دودو گیوا
دودو گیوا (عبری: דודו גבע‎؛ ۱۴ مارس ۱۹۵۰ – ۱۵ فوریهٔ ۲۰۰۵) روزنامه‌نگار، تصویرگر، نقاش، و کاریکاتوریست اهل اسرائیل بود.